# Žlutokapovité
Žlutokapovité (Xanthorrhoeaceae) je bývalá čeleď jednoděložných rostlin z řádu chřestotvaré (Asparagales).

## Pojetí čeledi
Pojetí čeledi se postupně měnilo. Podle starších taxonomických systémů často obsahovala jen jediný rod, žlutokap (Xanthorrhoea). V systému APG III z roku 2009 sem byly přiřazeny 2 dříve samostatné čeledi asfodelovité (Aphodelaceae) a denivkovité (Hemerocallidaceae). Ve verzi APG IV, vydné v roce 2016, je čeleď Xanthorrhoeaceae přejmenována na Asphodelaceae - asfodelovité.

## Podčeledi
Podčeledi podle systému APG III.
- Hemerocallidoideae Lindley, dříve čeleď denivkovité (Hemericallidaceae). Asi 19 rodů a 85 druhů, které jsou rozšířeny různě po světě, chybí v Severní Americe. V ČR jen nepůvodní denivka (Hemerocallis)
- Xanthorrhoeoideae M. W. Chase, Reveal & M. F. Fay s jediným rodem žlutokap (Xanthorrhoeae), asi 30 druhů, většinou stromy, které jsou rozšířeny v Austrálii.
- Asphodeloideae Burnett, dříve čeleď asfodelovité (Asphodelaceae), jejíž pojetí se ale také velmi měnilo. Asi 15 rodů a asi 785 druhů, které jsou rozšířeny v Evropě, Asii, Austrálii, Africe, zcela chybí v Severní i Jižní Americe

## Popis
Toto je popis čeledi v širším pojetí.
Jsou to vytrvalé byliny nebo až netypické stromy, často s oddenky nebo hlízami. Jsou zastoupeny i výrazné xerofyty a sukulenty, zřídka i liány. Listy mohou být nahloučeny do přízemních nebo vrcholových růžic, jindy nikoliv, řidčeji jsou listy redukovány a fotosyntetickou funkci má stonek. Listy jsou jednoduché, střídavé, uspořádané nejčastěji spirálně nebo dvouřadě, přisedlé (jen vzácně řapíkaté), jsou ploché, někdy dužnaté nebo kožovité, nebo oblé až trojhranné, s listovými pochvami. Čepele listů jsou celokrajné nebo zubaté, čárkovité až kopinaté, někdy šídlovité nebo naopak až vejčité, žilnatina je souběžná. Jsou to rostliny jednodomé s oboupohlavnými květy. Květy jsou v květenstvích, zpravidla v klasech nebo hroznech. Květy jsou podepřeny listeny nebo nikoliv, jsou pravidelné nebo souměrné. Okvětí je vyvinuto, zpravidla 6 okvětních lístků ve 2 přeslenech (3+3), někdy odlišen kalich a koruna, okvětní lístky jsou volné nebo srostlé a pak vytvářejí okvětní trubku, jsou různých barev, někdy nenápadné a listenovité. Tyčinek je 6, ve 2 přeslenech, zpravidla 3+3, vzácně tyčinky 3, nejsou srostlé s okvětím ani navzájem či naopak srostlé s okvětím nebo navzájem. Semeník je svrchní, synkarpní, srostlý ze 3 plodolistů. Plodem je většinou tobolka, řidčeji bobule.

## Rozšíření ve světě
Podle širšího pojetí je známo asi 35 rodů a asi 900 druhů, které jsou rozšířeny různě po světě, chybí například v Severní Americe a severnější Asii. V původní květeně České republiky není čeleď zastoupena, někdy zplaňuje pěstovaná denivka.